# Stack Overflow
Stack Overflow (транскр.  Стек оверфлоу) је веб-сајт са питањима и одговорима за професионалне програмере и ентузијасте. То је приватни веб-сајт, водећа страница мреже Stack Exchange, коју су 2008. створили Јеф Етвуд и Џол Сполски. Садржи питања и одговоре на широк спектар тема везаних за програмирање. Створена је као отворенија алтернатива ранијим сајтовима за питања и одговоре као што је Experts-Exchange. Назив за веб-сајт гласањем су изабрали читаоци Етвудовог популарног блога Coding Horror априла 2008. године.
Веб-сајт служи као платформа корисницима да постављају и одговарају на питања и, путем чланства и активног учешћа, гласају на питања и одговоре позитивно или негативно и уређују питања и одговоре на начин сличан викију или Редиту. Корисници сајта Stack Overflow могу остварити бодове репутације и „значке“; на примјер, особи се додјељује 10 бодова репутације за примање позитивног гласа за одговор на питање и 10 бодова за позитивно гласање на питање, и може добити значке за своје вредноване доприносе, што представља гамификацију традиционалног веб-сајта за питања и одговоре. Корисници откључавају нове привилегије са повећањем репутације, попут способности да гласају, коментаришу, па чак и уређују постове других људи. Сав кориснички генерисани садржај лиценциран је под Кријејтив комонс лиценцом за дијељење под истим условима. 